# Pricesaurus
"Pricesaurus" ("ještěr [Llewellyn] Priceové") je neoficiálním rodovým jménem pterodaktyloidního ptakoještěra ze spodnokřídové formace Santana v Brazílii. V roce 1986 se v abstraktu objevil název "Pricesaurus", nic víc však o taxonu není známo. Typovým druhem neoficiálního rodu je "P. megalodon". Materiál sestává prakticky jen z fosílií krania.